# Georges Gheysens
Georges Gheysens is een Belgische politicus voor CD&V. Hij was burgemeester van Lendelede.

## Biografie
Gheysens ging naar de middelbare school in het VTI in Izegem en volgde daarna Hogere Technische Leergang in Kortrijk. Beroepsmatig werkte hij daarna als metaalbewerker en technicus, tot hij in 2005 stopte.
Na zijn huwelijk werd hij actief bij de KWB als sportverantwoordelijke en hij richtte er verschillende sportploegen op. Hoewel hij niet meteen politieke ambities had, werd hij door het ACW gevraagd om in 1976 deel te nemen aan de gemeenteraadsverkiezingen voor de CVP. Hij raakte verkozen en werd gemeenteraadslid. In 1982, op het einde van de eerste legislatuur overleed schepen Fons Vanneste en Gheysens werd nog een jaar schepen van Financiën. Bij de gemeentelijke verkiezingen van 1982 haalde hij veel voorkeurstemmen, maar hij werd geen schepen. Na de verkiezingen van 1988 werd hij wel weer schepen. Hij bleef ook na volgende verkiezingen schepen, tot hij in 2005 Jozef Messely opvolgde als burgemeester van Lendelede. Eind 2011 stopte hij op 66-jarige leeftijd als burgemeester en werd hij opgevolgd door zijn eerste schepen Carine Dewaele.